# Điều chỉnh âm tần

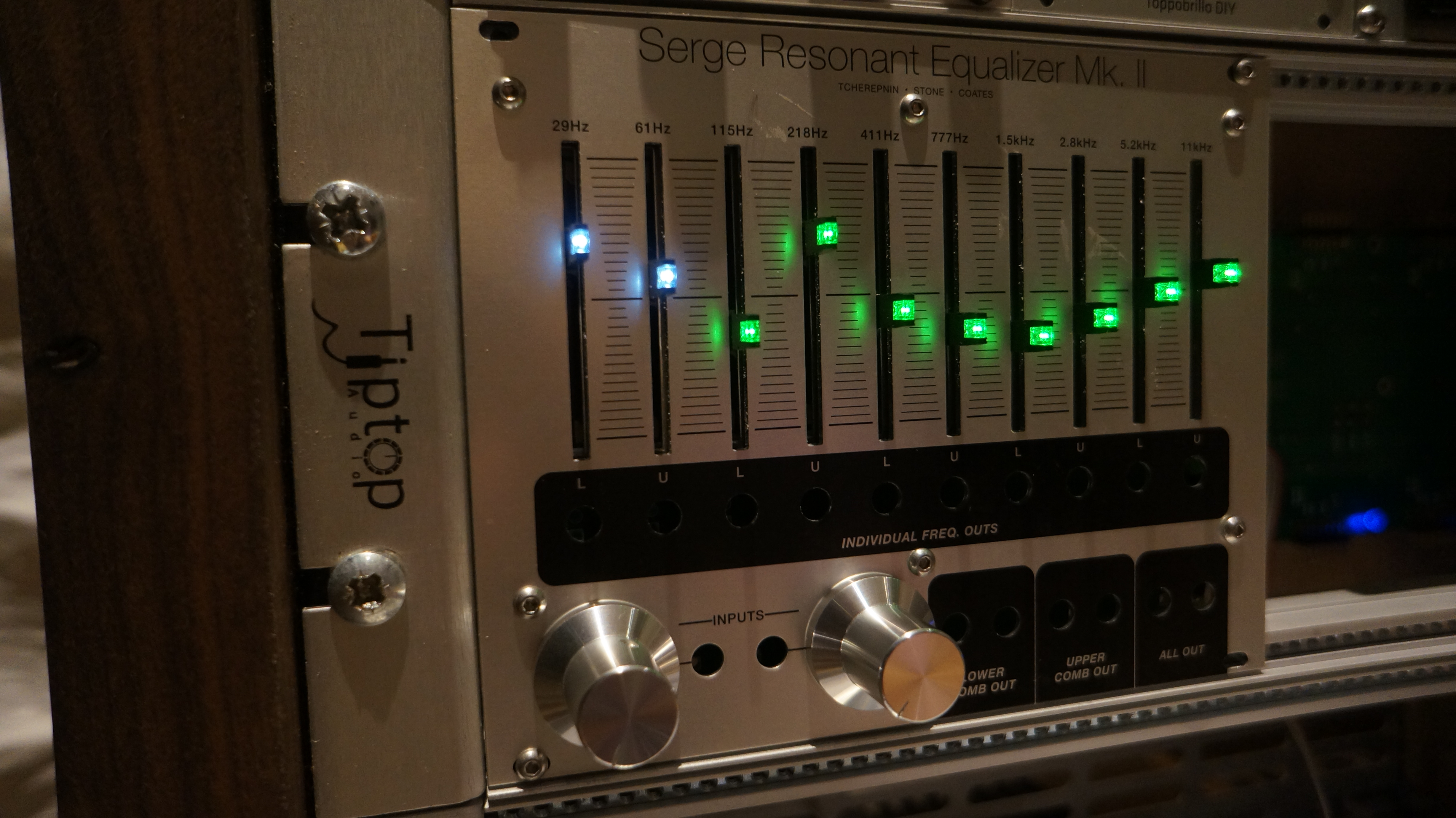
Một kiểu máy điều chỉnh âm tần (equalizer) gia dụng

Điều chỉnh âm tần là quá trình thay đổi thành phần tần số của âm thanh trong tín hiệu điện tử thu được. Kết quả của quá trình này là có thể lọc bỏ âm thanh không mong muốn, tăng cường âm thanh mưốn nghe, từ đó, tái tạo lại tín hiệu thu được theo ý muốn. Khái niệm này trong tiếng Anh, tiếng Pháp được gọi là "Audio Equalization" với ý nghĩa là làm cân bằng các loại tần số âm thanh, được thực hiện bởi thiết bị chuyên dụng gọi là bộ điều chỉnh âm tần hay quen gọi theo tiếng Anh là equalizer (IPA: /ˈēkwəˌlīzər/), thường viết tắt là EQ.

## Tổng quan

### Ví dụ
Thiết bị điều chỉnh âm tần làm tăng cường hoặc làm suy yếu năng lượng của các tín hiệu ở những dải tần số cụ thể. Thiết bị này đã quen thuộc với nhiều người, như thiết bị Hi-fi (High fidelity) trong máy hát karaokke, EQ ở đàn guitar điện, EQ ở vĩ cầm điện tử, EQ của dàn nghe nhạc gia đình. Với thiết bị này, một người có thể có giọng hát "hay hơn chính cả mình".

### Hình ảnh một số bộ điều chỉnh âm tần

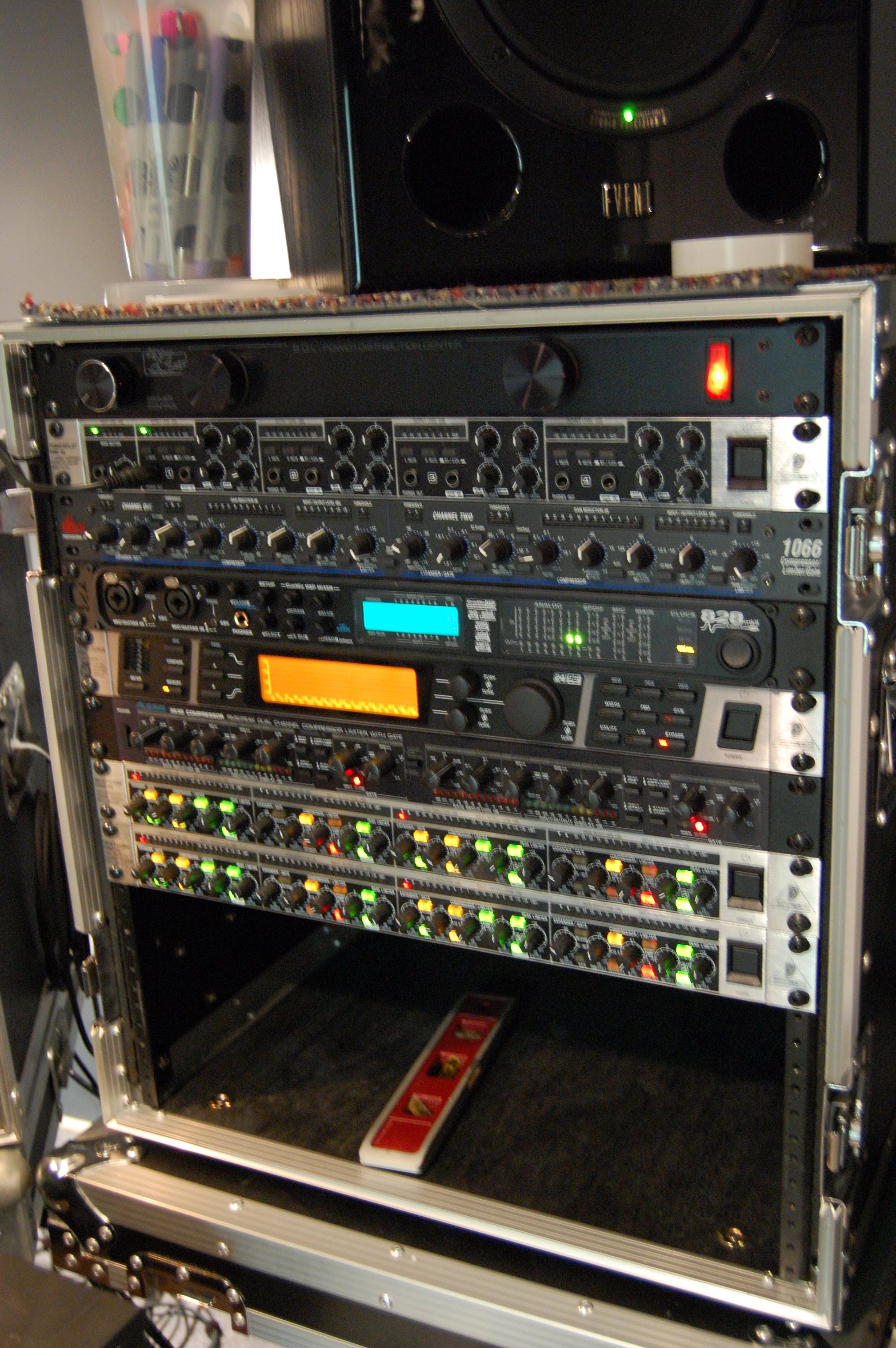
Bộ điều chỉnh âm tần chuyên nghiệp ở một nhà hát nhỏ
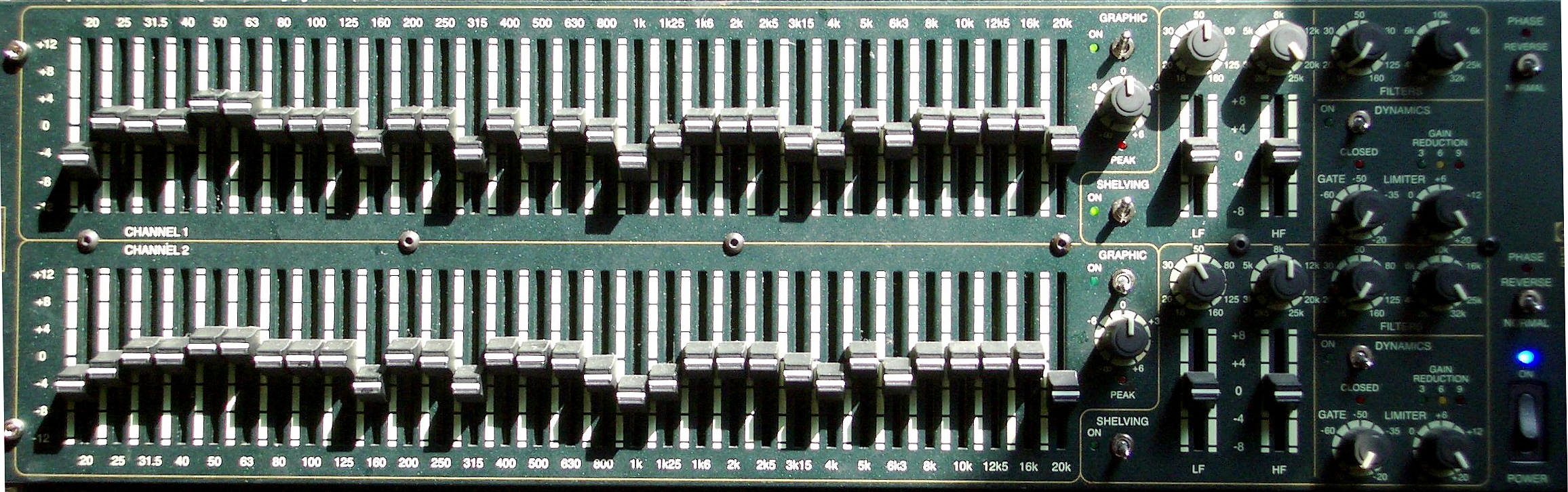
Bộ điều chỉnh âm tần ở một thiết bị nghe nhạc cao cấp
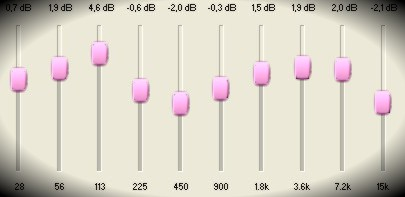
Bộ điều chỉnh âm tần thường gặp ở "đầu" nghe nhạc gia đình
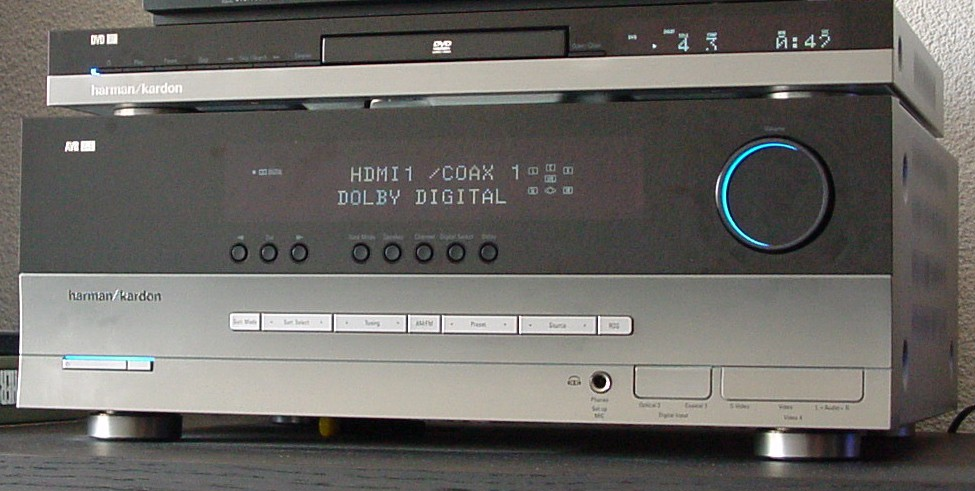
Bộ điều chỉnh âm tần do Samsung và Harman Kardon sản xuất

## Lược sử
- Lọc tần số âm thanh là kỹ thuật đã được phát minh và thực hiện từ lâu, nhất là trong lĩnh vực điện báo âm thanh và ghép kênh từ trước Đại chiến I.[6] Đến những năm 1920, John Volkman làm việc tại công ty RCA đã phát triển hệ thống này để ứng dụng trong rạp hát.[7]
- Thiết bị điều chỉnh âm tần ký hiệu "Langevin Model EQ-251A" là bộ EQ đầu tiên sử dụng điều khiển trượt thay cho các núm văn. Nó có hai phần cân bằng thụ động, một bộ lọc âm trầm và một bộ lọc băng tần. Mỗi bộ lọc có tần số có thể chuyển đổi và sử dụng công tắc trượt 15 vị trí để điều chỉnh giảm hoặc tăng.[8]
- Sau đó, một mẫu mã khác được phát triển bởi nhóm "Art Davis's Cinema Engineering". Nó có 6 dải tần với dải tần tăng hoặc giảm 8 dB. Nó sử dụng một công tắc trượt để điều chỉnh từng băng tần theo các bước đến 1 dB. Đến năm 1967, Davis đã phát triển bộ lọc biến thiên 1/3 quãng tám đầu tiên, gọi là hệ thống Altec-Lansing "Acousta-Voice".[9]
- Không lâu sau, thiết kế tương tự xuất hiện nhờ George Massenburg (năm 1972) và Burgess McNeal từ công ty ITI. Vào tháng 5 năm 1972, Massenburg đã giới thiệu thuật ngữ cân bằng tham số trong một bài báo được trình bày tại hội nghị lần thứ 42 của Hiệp hội Kỹ thuật Âm thanh.[10] Hầu hết việc cân bằng kênh trên bảng điều khiển trộn được sản xuất từ năm 1971 đến hiện nay đều dựa trên thiết kế của Flickinger, Massenburg và McNeal. Vào cuối những năm 1990 và những năm 2000, các bộ cân bằng tham số ngày càng trở nên phát triển như thiết bị xử lý tín hiệu kỹ thuật số (DSP), thường ở dạng plug-in cho các trạm âm thanh kỹ thuật số, ứng dụng ITC.

## Ứng dụng
Điều chỉnh âm tần (EQ) áp dụng phổ biến trong nhiều lĩnh vực.

### Âm nhạc
- Trong âm nhạc, khi ghi âm một nhạc phẩm được biểu diễn, EQ có thể được sử dụng để điều chỉnh tần số âm thanh nào đó cho "rõ" hơn hoặc "mờ" đi, bằng cách tăng hoặc giảm âm lượng của dải tần đó.  Ví dụ: khi thu âm một bản hoà tấu dương cầm, người kỹ sư phụ trách có thể tăng âm lượng cho một số dải tần âm vực cao của dàn vĩ cầm, đồng thời làm giảm dải tần âm vực thấp của tiếng trống để giai điệu chính trở nên nổi bật hơn. Tương tự như thế, khi phát lại một nhạc phẩm đã ghi âm, người ta có thể điều chỉnh, nghĩa là tái tạo lại âm thanh của cả nhạc phẩm đến thính giả hoặc đến bản ghi âm mới.
- Trong biểu diễn âm nhạc của các nhạc cụ điện (như guitar điện, vĩ cầm điện tử), EQ cho phép nghệ sỹ biểu diễn thay đổi âm sắc (thanh, trầm) do nhạc cụ phát ra theo ý muốn của mình.

Các kỹ thuật này chỉ áp dụng với dải âm thanh trong phạm vi nghe được của con người.

### Khoa học
- Trong nghiên cứu khoa học, kỹ thuật này giúp nhà nghiên cứu thu âm các kiểu giao tiếp bằng âm thanh ở nhiều loài động vật, đặc biệt là những loài phát ra hạ âm hay siêu âm, ngoài phổ nghe của con người.
- Cũng áp dụng trong phân tích tình báo hoặc điều tra đối tượng, khi muốn biết đoạn ghi âm có được là ở khu vực nào hay có đặc điểm gì.